# Friedrich Weinhausen

Friedrich Weinhausen

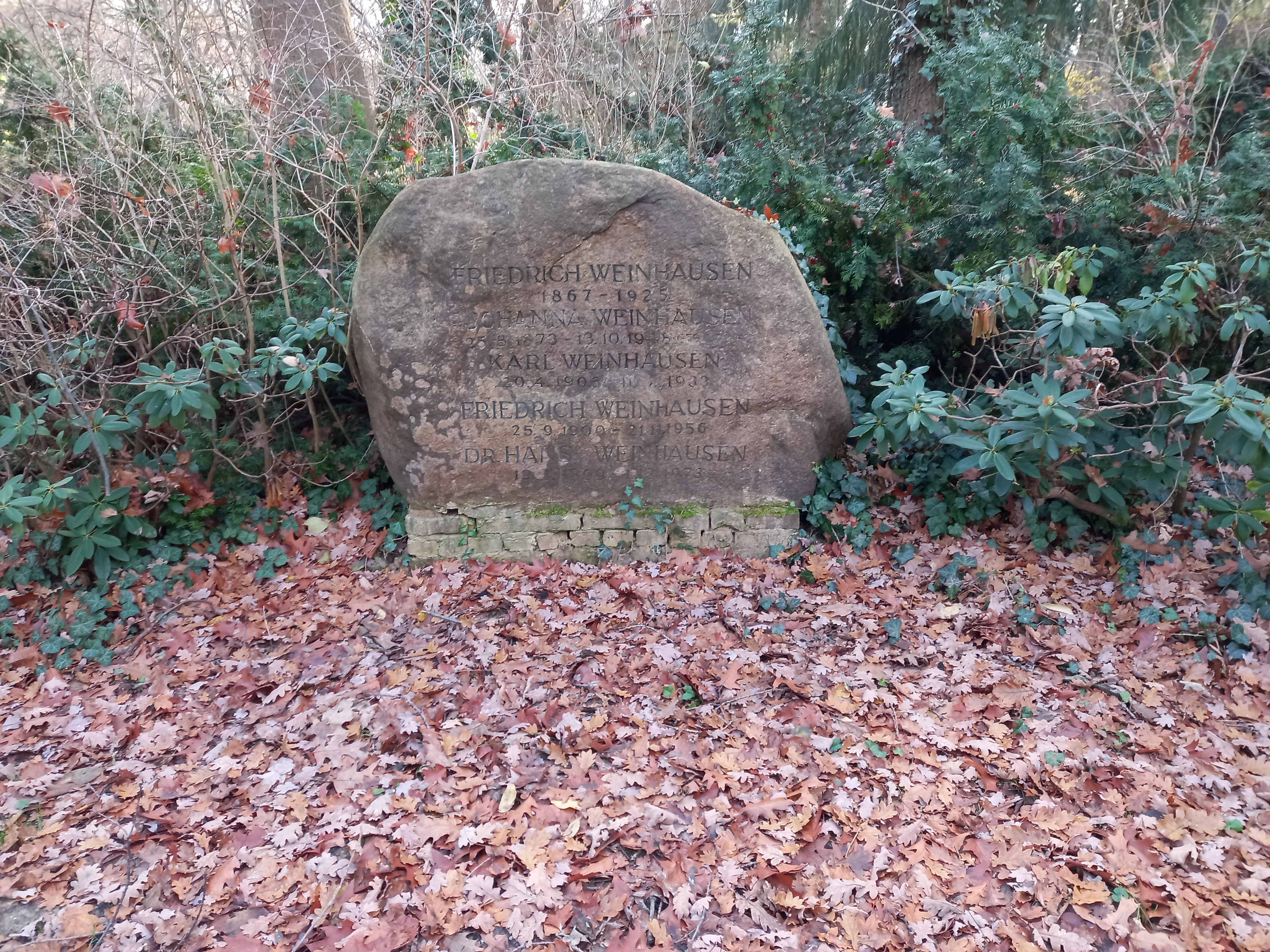
Das Grab von Friedrich Weinhausen und seiner Ehefrau Johanna im Familiengrab auf dem Friedhof Steglitz in Berlin

Friedrich Weinhausen (* 19. Juli 1867 in Mörshausen (Kurhessen); † 28. August 1925 in Berlin) war ein deutscher Politiker der DDP.

## Leben und Beruf
Nach dem Abitur 1888 in Fulda und dem Wehrdienst nahm Weinhausen ein Studium der evangelischen Theologie in Marburg auf, das er 1893 er mit dem theologischen Examen abschloss. Während des Studiums gehörte er dem Akademischen Turnverein an. Anschließend war er als Redakteur bei der „Hilfe“ von Friedrich Naumann und als evangelischer Pastor tätig.

## Partei
Im Kaiserreich war Weinhausen zunächst Mitglied der Freisinnigen Vereinigung, deren Generalsekretär er 1903 wurde. Nach der Fusion verschiedener liberaler Parteien zur Fortschrittlichen Volkspartei wurde er 1910 auch deren Generalsekretär. 1918 beteiligte er sich an der Gründung der DDP.

## Abgeordneter
Von 1902 bis 1908 war Weinhausen Gemeindeverordneter in Steglitz.
Bei der Reichstagswahl 1912 wurde Weinhausen im Reichstagswahlkreis Regierungsbezirk Danzig 3 (Danzig-Stadt) erstmals in den Reichstag gewählt und gehörte diesem bis zum Ende des Kaiserreichs an. Er gehörte 1919/20 der Weimarer Nationalversammlung an und war anschließend bis zur Neuwahl der Ostpreußischen Abgeordneten im Januar 1921 Reichstagsabgeordneter. Von 1913 bis 1918 war er außerdem Mitglied des Preußischen Abgeordnetenhauses.